# Arabagatta, Holalkere
Arabagatta là một làng thuộc tehsil Holalkere, huyện Chitradurga, bang Karnataka, Ấn Độ.